# Ugo di Sassonia
Ugo di Sassonia (850 circa – 880) fu un principe franco, membro della dinastia carolingia.

## Biografia
Nacque attorno all'850, figlio illegittimo di Ludovico III il Giovane e di una concubina senza nome. È possibile che fosse anche il fratello di un altro figlio illegittimo, Bernardo. Nacque durante il regno di suo nonno Ludovico II il Germanico.
In tenera età, Ugo fu nominato conte di Sassonia. Fu immediatamente spedito al confine con la Sassonia Orientale, dove combatté al confine contro forze ungheresi e vichinghe. Nell'880 fu ucciso nella battaglia di Thimeon dai predoni vichinghi e fu sepolto nell'abbazia di Lorsch, nell'Ecclesia varia.